# Mercedes MGP W02
La Mercedes MGP W02 è una vettura di Formula 1 con la quale il team tedesco partecipa al campionato mondiale 2011.
La vettura è stata presentata il 1º febbraio 2011 presso il Circuito Ricardo Tormo di Valencia in Spagna. I piloti titolari della scuderia sono gli stessi del 2010: Michael Schumacher e Nico Rosberg.

## Livrea
La livrea è quella tradizionale della casa di Stoccarda, color argento. Sulle prese d'aria laterali spicca lo sponsor Petronas.

## Piloti
- Michael Schumacher - n.7
- Nico Rosberg - n.8

## Scheda tecnica
- Lunghezza: 4800 mm
- Larghezza: 1800 mm
- Altezza: 950 mm
- Peso: 640 Kg (minimo regolamentare)
- Carreggiata anteriore: -
- Carreggiata posteriore: -
- Passo: -
- Telaio: monoscocca in materiale composito rinforzato con fibre di carbonio e struttura a nido d'ape
- Trazione: posteriore
- Frizione:
- Cambio: 7 marce e retromarcia (comando semiautomatico sequenziale a controllo idraulico). Scatola in fusione di lega di alluminio.
- Differenziale:
- Freni: Brembo
- Motore: Mercedes FO 108Y - 18.000 RPM (massimo regolamentare)
  - Num. cilindri e disposizione: 8 a V 90°
  - Cilindrata: 2.400 cm³
  - Alesaggio: 98 mm
  - Distribuzione:
  - Valvole: 32
  - Materiale blocco cilindri:
  - Olio:
  - Benzina:
  - Peso: 95 kg (minimo regolamentare)
  - Alimentazione:
  - Accensione:
- Sospensioni:
- Pneumatici: Pirelli
- Cerchi: BBS 13" forgiati in lega di magnesio

## Stagione 2011

### Test
L'esordio della vettura avviene sul Circuito Ricardo Tormo di Valencia il 1º febbraio: si cimentano alla guida entrambi i piloti, Michael Schumacher e Nico Rosberg. Problemi tecnici però non fanno ottenere subito dei buoni riscontri cronometrici. La vettura si è dimostrata più competitiva nei successivi test, svolti sul Circuito di Jerez: l'11 febbraio Michael Schumacher ha fatto segnare il miglior tempo di giornata, e il terzo miglior tempo nel giorno seguente.
Nei test di Barcellona del 18-21 febbraio da segnalare che Nico Rosberg ha colto il miglior tempo di giornata il 20 febbraio. Nei test svolti a marzo sullo stesso circuito Schumacher è stato nuovamente davanti l'11 marzo, e Rosberg il giorno successivo, sotto la pioggia.

### Campionato

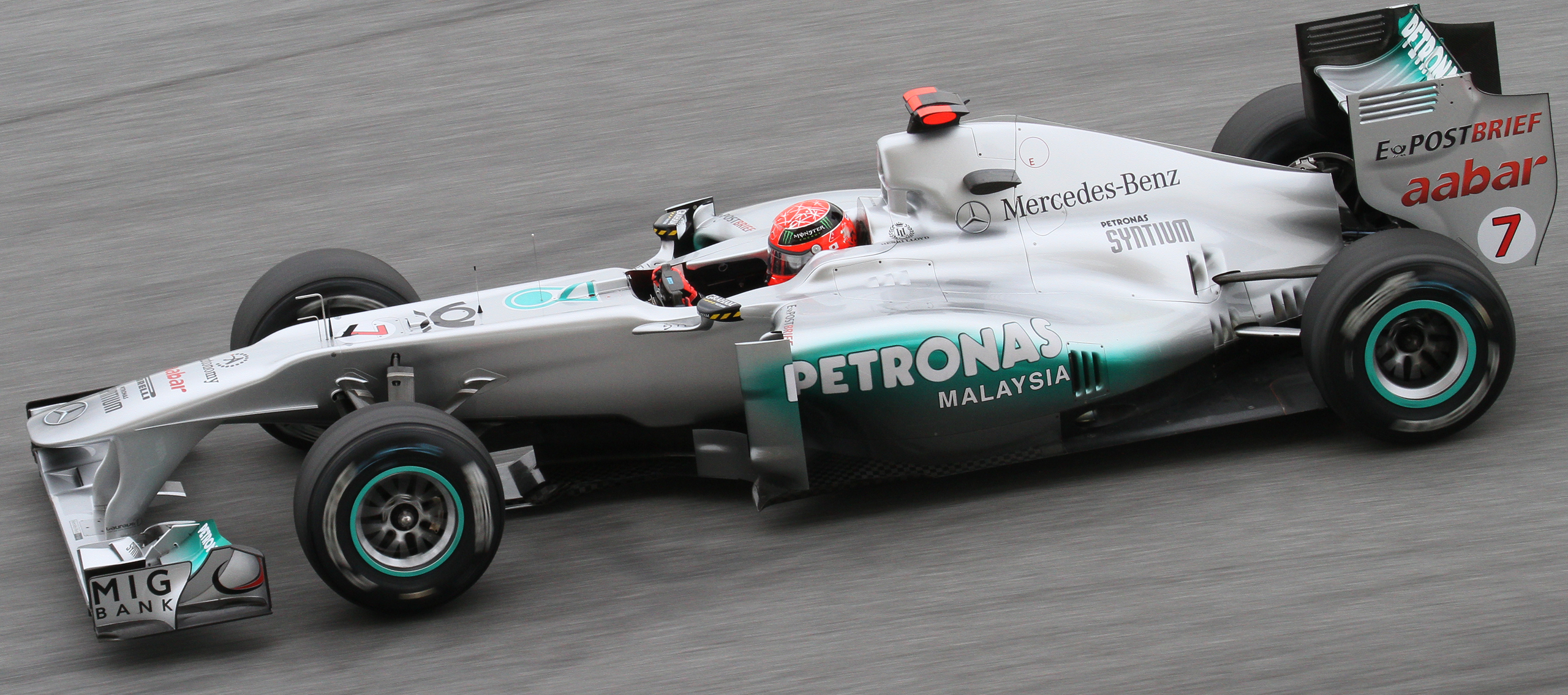
Michael Schumacher impegnato nelle prove libere di Sepang con la MGP W02

Nelle prime prove del campionato la vettura ottiene due quinti posti con Nico Rosberg. In Spagna entrambe le vetture vanno a punti, mentre in Canada, Schumacher è autore di una prova molto convincente, tanto da sfiorare il podio.
Col ritorno in Europa la vettura coglie altri arrivi a punti sia con Rosberg che con Schumacher, confermandosi come quarta forza del campionato. Nel Gran Premio del Giappone Michael Schumacher, nella girandola dei cambi gomme, si trova anche per tre giri in testa alla gara, per la prima volta dal Gran Premio del Giappone 2006.
La scuderia chiude al quarto posto nella classifica costruttori, senza conquistare podi.

## Risultati F1
| Anno | Team        | Motore                       | Gomme | Piloti             |     |    |   |    |   |     |    |    |   |   |     |   |     |     |    |     |   |   |    | Punti | Pos. |
| ---- | ----------- | ---------------------------- | ----- | ------------------ | --- | -- | - | -- | - | --- | -- | -- | - | - | --- | - | --- | --- | -- | --- | - | - | -- | ----- | ---- |
| 2011 | Mercedes GP | Mercedes-Benz FO 108Y 2.4 V8 | P     | Michael Schumacher | Rit | 9  | 8 | 12 | 6 | Rit | 4  | 17 | 9 | 8 | Rit | 5 | 5   | Rit | 6  | Rit | 5 | 7 | 15 | 165   | 4º   |
| 2011 | Mercedes GP | Mercedes-Benz FO 108Y 2.4 V8 | P     | Nico Rosberg       | Rit | 12 | 5 | 5  | 7 | 11  | 11 | 7  | 6 | 7 | 9   | 6 | Rit | 7   | 10 | 8   | 6 | 6 | 7  | 165   | 4º   |

| Legenda | 1º posto     | 2º posto | 3º posto    | A punti         | Senza punti/Non class.  | Grassetto – Pole position Corsivo – Giro più veloce |
| Legenda | Squalificato | Ritirato | Non partito | Non qualificato | Solo prove/Terzo pilota | Grassetto – Pole position Corsivo – Giro più veloce |